# Staphylinoidea
Super-famille
Les Staphylinoidea sont une super-famille d'insectes de l'ordre des coléoptères.

## Caractéristiques
Ce groupe comprend des coléoptères de petites et moyennes tailles. Certains possèdent des élytres raccourcis.

## Liste des familles
Selon ITIS :
- Agyrtidae C. G. Thomson, 1859
- Hydraenidae Mulsant, 1844
- Leiodidae Fleming, 1821
- Ptiliidae Erichson, 1845
- Scydmaenidae Leach, 1815
- Silphidae Latreille, 1807
- Staphylinidae Latreille, 1802

## Galerie d'images

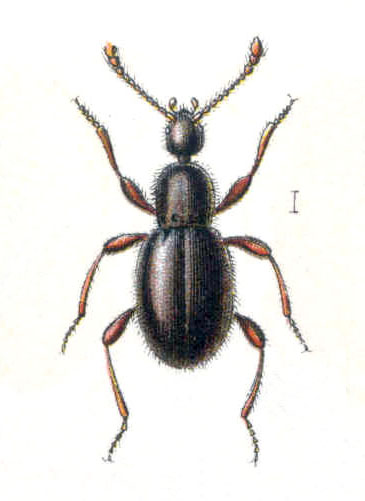
Scydmaenus tersatus (Scydmaenidae)
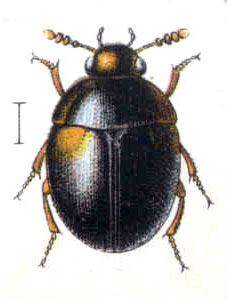
Anisotoma humeralis (Leiodidae)
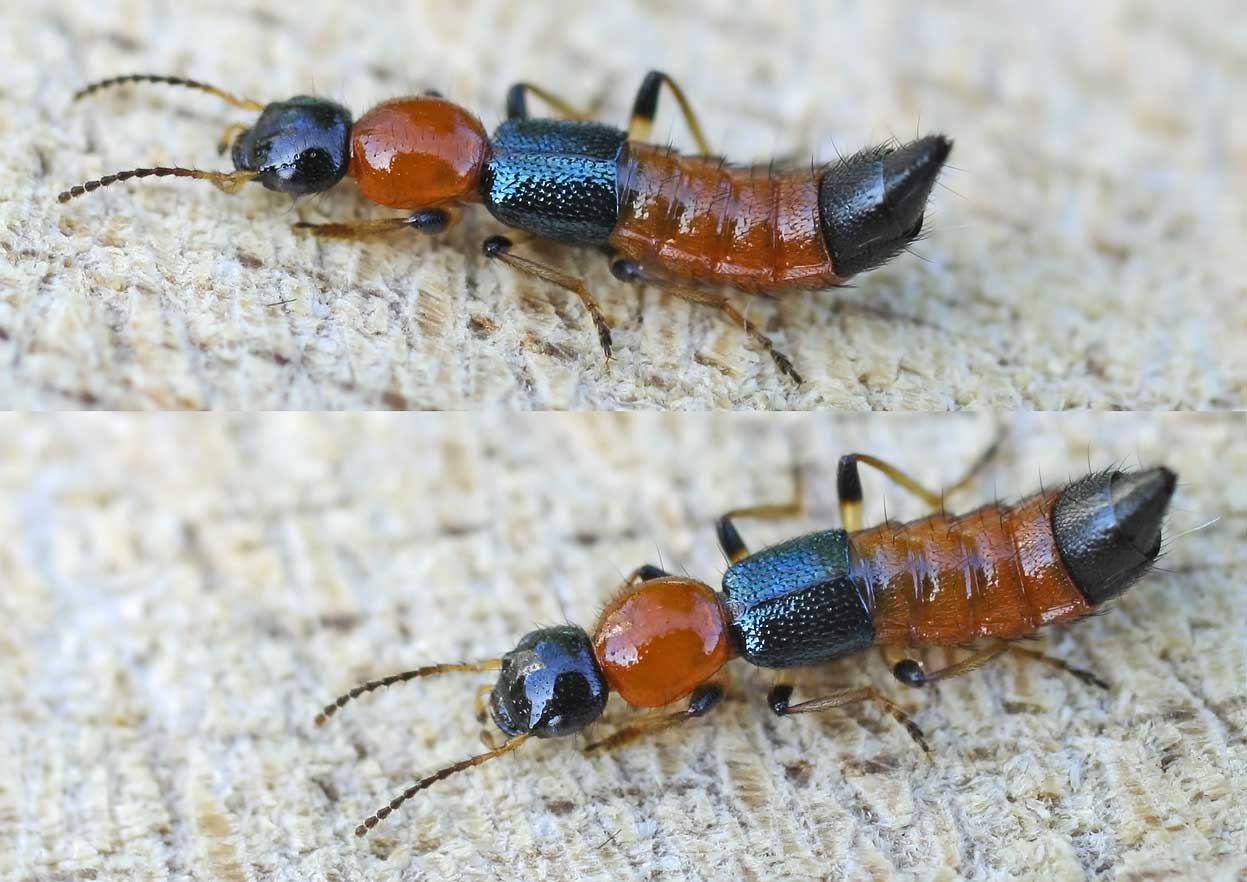
Paederus littoralis (Staphylinidae)